# Agrostis trisetoides
Agrostis trisetoides är en gräsart som beskrevs av Ernst Gottlieb von Steudel. Agrostis trisetoides ingår i släktet ven, och familjen gräs. Inga underarter finns listade i Catalogue of Life.